# Церква святих апостолів Петра і Павла (Йосипівка)
Церква святих апостолів Петра і Павла в Йосипівці — парафія і храм греко-католицької громади Микулинецького деканату Тернопільсько-Зборівської архієпархії Української греко-католицької церкви в селі Йосипівка Великоберезовицької громади Тернопільської области.
Дерев'яна церква оголошена пам'яткою архітектури місцевого значення.

## Історія церкви
До 1946 року парафія перебувала під опікою священників із села Купчинці. У 1910 році жителі села придбали дерев'яну церкву із села Домаморич.
Оскільки у власності громади був лише став, вони вирішили зробити насип поруч з ним, на якому й встановили церкву. Її освятили в тому ж 1910 році. У 1989 році церкву відреставрували, а місцеві майстри виконали внутрішні розписи. Значну роль у реставрації та житті парафії відіграли Ярослава Корба, Едуард Возняк, Михайло Зальопаний, Григорій Безвушко та інші. Меценатом виступив Мирон Юіцак, за кошти якого у 2009 році збудували дзвіницю. У 2003 році, завдяки пожертвам парафіян, завершили виготовлення іконостасу.
Новий храм було освячено 12 липня 2005 року о. деканом Романом Гриджуком з благословення владики Михаїла Сабриги. Це був відреставрований старий костел, який громада отримала у довічне користування.
Церква належала греко-католикам з 1910 до 1946 року. Існують припущення, що парафію відвідували митрополит Андрей Шептицький 9 червня 1902 року та єпископ Никита Будка 3 липня 1937 року.

## Парохи
- о. Михайло Козоріз (до 1946),
- о. Михайло Симець (1990—2004),
- о. Іван Зозуля (з 16 квітня 2005),
- о. Роман Габрилей ( з 8 жовтня 2025).